# Etalk
etalk, anciennement eTalk Daily, est une émission d'information d'infodivertissement canadienne présentée par Ben Mulroney et Tanya Kim. Elle est diffusée en semaine à 19 h HE sur le réseau de télévision CTV et à 18h HE et 23h30 HE sur E!.